# Parantica wegneri
Hổ Flores (Parantica wegneri) là một loài bướm giáp thuộc phân họ Danainae. Đây là loài đặc hữu của Indonesia.